# Shingo Katayama
Pour les articles homonymes, voir Katayama.
Shingo Katayama (片山 晋呉, Katayama Shingo), né le 31 janvier 1973 à Chikusei, est un golfeur japonais, professionnel depuis 1995. Quintuple vainqueur du classement des gains sur le Japan Golf Tour et victorieux de 31 tournois sur le circuit japonais, il participe au tournoi olympique de golf de Rio de 2016.

## Biographie
Golfeur sur le Japan Golf Tour, Shingo Katayama se révèle au monde lors du championnat de la PGA 2001. S'il parle peu anglais, Katayama obtient le soutien du public grâce à son langage corporel qui demande à la foule de l'encourager. S'il ne touche que huit farways et passe quatre fois dans le sable dans le troisième tour du championnat, Shingo est placé pour jouer la victoire le dimanche avec seulement trois coups de retards sur David Toms.
En 2007, alors qu'il est en tête du classement des gains de l'Asian Tour, il déclare forfait à l'Open britannique à cause de blessures au dos et au genou droit.
En 2009, Shingo Katayama termine quatrième du Masters, égalant la meilleure performance d'un golfeur japonais dans le tournoi,. Surnommé Cowboy Shingo par le chapeau de cow-boy qui porte pour se démarquer des autres jours du circuit, il termine à deux coups de la tête après un dernier tour conclu en 68 coups.
Qualifié pour le tournoi olympique de golf de Rio de 2016, Katayama traîne au fond du classement après trois premiers tours joués en 74, 75 et 77 coups. Sa dernière journée olympique sauve sa participation aux Jeux. Il délivre une superbe carte de 66 pour grimper de la 59e à la 54e place.

## Palmarès

### Résultats en tournois majeurs
| Tournoi               | 1999 | 2000 | 2001 | 2002 | 2003 | 2004 | 2005 | 2006 | 2007 | 2008 | 2009 | 2010 | 2011 | 2012 | 2013 |
| --------------------- | ---- | ---- | ---- | ---- | ---- | ---- | ---- | ---- | ---- | ---- | ---- | ---- | ---- | ---- | ---- |
| Masters               |      |      | T40  | CUT  | T37  |      | T33  | T27  | T44  | CUT  | 4    | CUT  |      |      |      |
| Open américain        |      |      | CUT  | T35  |      |      | CUT  | CUT  | T36  | CUT  |      |      |      |      |      |
| Open britannique      | 71   | CUT  | CUT  | T50  | T34  |      |      | CUT  |      |      |      |      |      |      | T44  |
| Championnat de la PGA |      | CUT  | T4   | CUT  | CUT  | T62  | T23  |      | T50  |      | CUT  |      |      |      |      |